# Nummer 1-hits in de Billboard Best Sellers Chart in 1941
Deze hits stonden in 1941 op nummer 1 in Billboards Best Selling Retail Records hitlijst.
| Datum        | Artiest       | Titel                             |
| ------------ | ------------- | --------------------------------- |
| 4 januari    | Artie Shaw    | Frenesi                           |
| 11 januari   | Artie Shaw    | Frenesi                           |
| 18 januari   | Artie Shaw    | Frenesi                           |
| 25 januari   | Artie Shaw    | Frenesi                           |
| 1 februari   | Artie Shaw    | Frenesi                           |
| 8 februari   | Artie Shaw    | Frenesi                           |
| 15 februari  | Artie Shaw    | Frenesi                           |
| 22 februari  | Artie Shaw    | Frenesi                           |
| 1 maart      | Artie Shaw    | Frenesi                           |
| 8 maart      | Artie Shaw    | Frenesi                           |
| 15 maart     | Glenn Miller  | Song of the Volga boatmen         |
| 22 maart     | Artie Shaw    | Frenesi                           |
| 29 maart     | Jimmy Dorsey  | Amapola (pretty little poppy)     |
| 5 april      | Jimmy Dorsey  | Amapola (pretty little poppy)     |
| 12 april     | Jimmy Dorsey  | Amapola (pretty little poppy)     |
| 19 april     | Jimmy Dorsey  | Amapola (pretty little poppy)     |
| 26 april     | Jimmy Dorsey  | Amapola (pretty little poppy)     |
| 3 mei        | Jimmy Dorsey  | Amapola (pretty little poppy)     |
| 10 mei       | Jimmy Dorsey  | Amapola (pretty little poppy)     |
| 17 mei       | Jimmy Dorsey  | Amapola (pretty little poppy)     |
| 24 mei       | Jimmy Dorsey  | Amapola (pretty little poppy)     |
| 31 mei       | Jimmy Dorsey  | Amapola (pretty little poppy)     |
| 7 juni       | Jimmy Dorsey  | My sister and I                   |
| 14 juni      | Jimmy Dorsey  | Maria Elena                       |
| 21 juni      | Sammy Kaye    | Daddy                             |
| 28 juni      | Jimmy Dorsey  | My sister and I                   |
| 5 juli       | Jimmy Dorsey  | Maria Elena                       |
| 12 juli      | Sammy Kaye    | Daddy                             |
| 19 juli      | Sammy Kaye    | Daddy                             |
| 26 juli      | Sammy Kaye    | Daddy                             |
| 2 augustus   | Sammy Kaye    | Daddy                             |
| 9 augustus   | Sammy Kaye    | Daddy                             |
| 16 augustus  | Sammy Kaye    | Daddy                             |
| 23 augustus  | Sammy Kaye    | Daddy                             |
| 30 augustus  | Jimmy Dorsey  | Green eyes (Aquellos ojos verdes) |
| 6 september  | Jimmy Dorsey  | Green eyes (Aquellos ojos verdes) |
| 13 september | Jimmy Dorsey  | Green eyes (Aquellos ojos verdes) |
| 20 september | Jimmy Dorsey  | Green eyes (Aquellos ojos verdes) |
| 27 september | Jimmy Dorsey  | Blue champagne                    |
| 4 oktober    | Freddy Martin | Piano concerto in B flat          |
| 11 oktober   | Freddy Martin | Piano concerto in B flat          |
| 18 oktober   | Freddy Martin | Piano concerto in B flat          |
| 25 oktober   | Freddy Martin | Piano concerto in B flat          |
| 1 november   | Freddy Martin | Piano concerto in B flat          |
| 8 november   | Freddy Martin | Piano concerto in B flat          |
| 15 november  | Freddy Martin | Piano concerto in B flat          |
| 22 november  | Freddy Martin | Piano concerto in B flat          |
| 29 november  | Glenn Miller  | Chattanooga choo choo             |
| 6 december   | Glenn Miller  | Chattanooga choo choo             |
| 13 december  | Glenn Miller  | Chattanooga choo choo             |
| 20 december  | Glenn Miller  | Elmer's tune                      |
| 27 december  | Glenn Miller  | Chattanooga choo choo             |

1940 ·
1941 · 
1942 ·
1943 ·
1944 ·
1945 ·
1946 ·
1947 ·
1948 ·
1949 ·
1950 ·
1951 ·
1952 ·
1953 ·
1954 ·
1955 ·
1956 ·
1957 ·
1958 ·
1959 ·
1960 ·
1961 ·
1962 ·
1963 ·
1964 ·
1965 ·
1966 ·
1967 ·
1968 ·
1969 ·
1970 ·
1971 ·
1972 ·
1973 ·
1974 ·
1975 ·
1976 ·
1977 ·
1978 ·
1979 ·
1980 ·
1981 ·
1982 ·
1983 ·
1984 ·
1985 ·
1986 ·
1987 ·
1988 ·
1989 ·
1990 ·
1991 ·
1992 ·
1993 ·
1994 ·
1995 ·
1996 ·
1997 ·
1998 ·
1999 ·
2000 ·
2001 ·
2002 ·
2003 ·
2004 ·
2005 ·
2006 ·
2007 ·
2008 ·
2009 ·
2010 ·
2011 ·
2012 ·
2013 ·
2014 ·
2015 ·
2016 ·
2017 ·
2018 ·
2019 ·
2020 ·
2021 ·
2022 ·
2023